# محمد حمید فرحان
محمد حمید فرحان (عربی: محمد حميد فرحان؛ زادهٔ ۲۴ ژانویهٔ ۱۹۹۳) یک بازیکن فوتبال، و دروازه‌بان اهل عراق است.
وی همچنین در تیم ملی فوتبال عراق بازی کرده‌است.